# Šilai

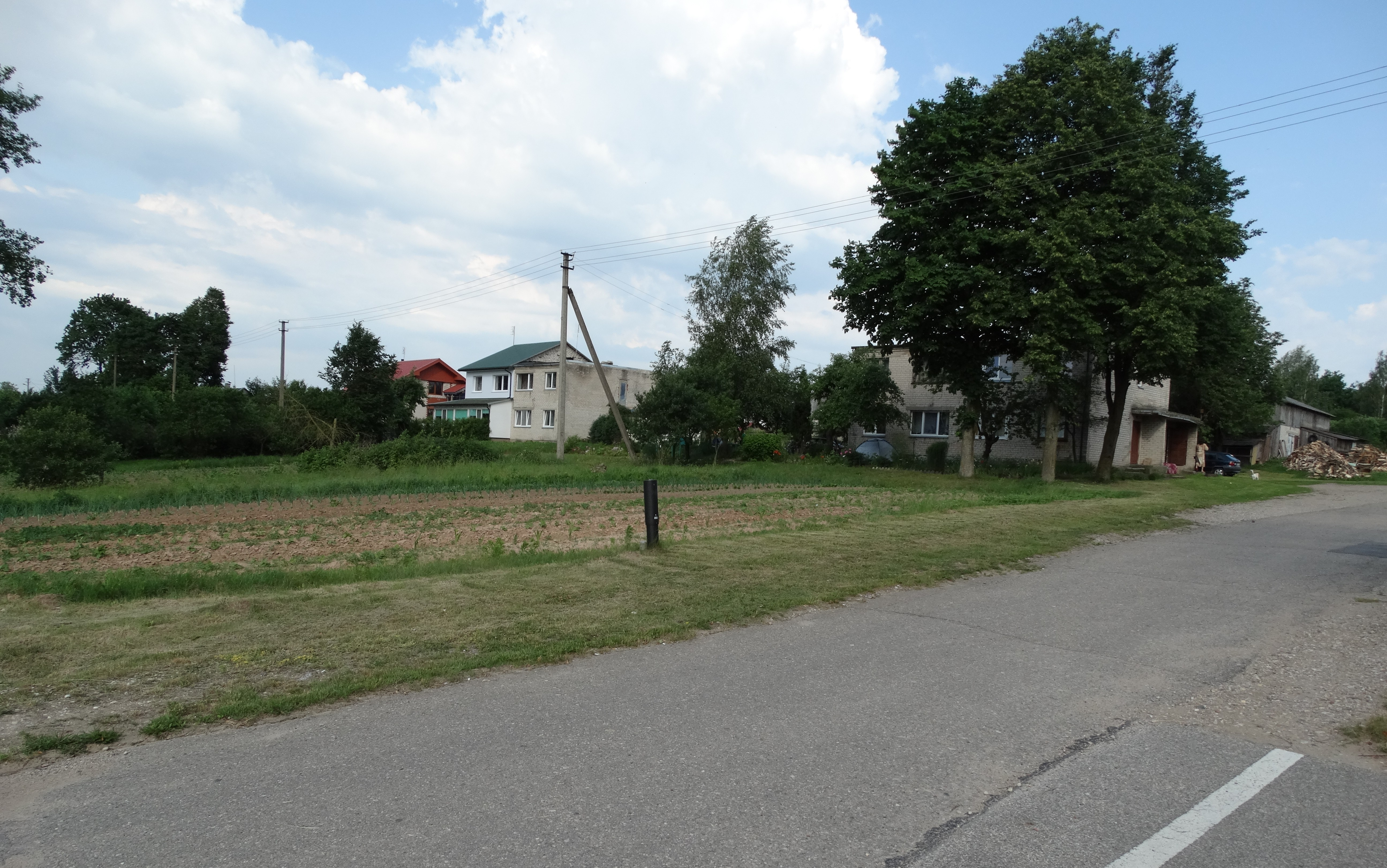
Dorf

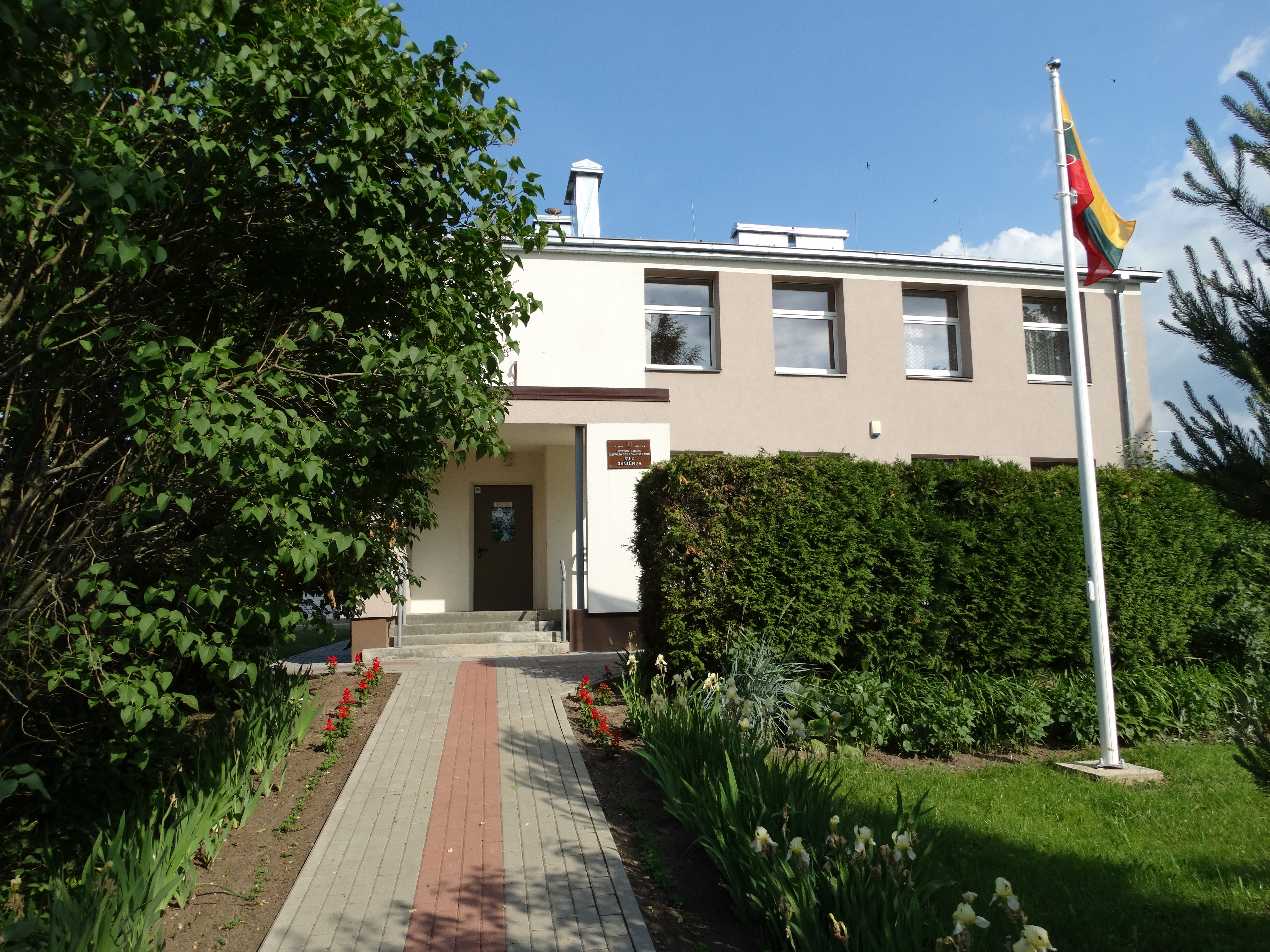
Amtsbezirksgebäude

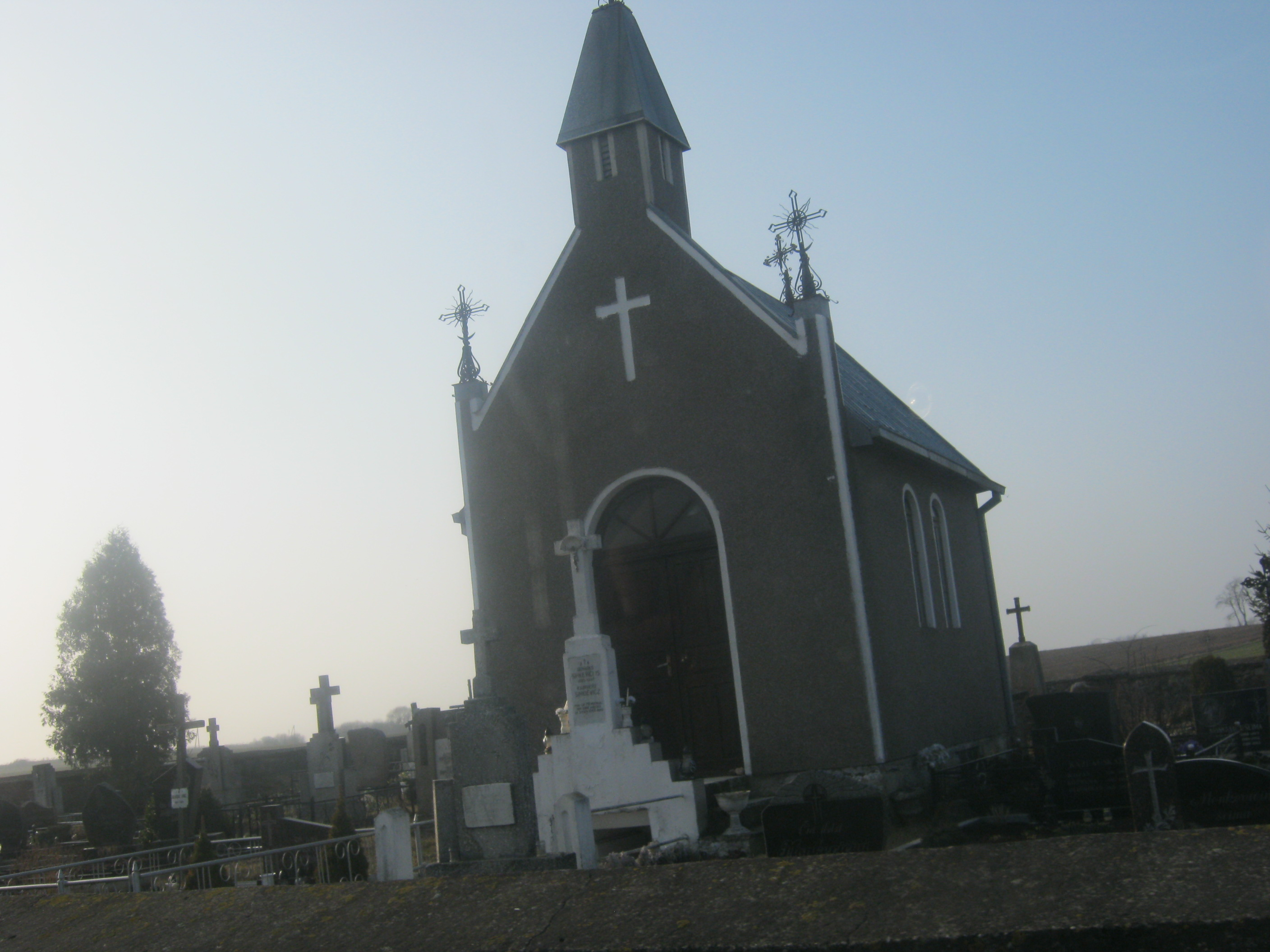
Kapelle

Šilai ist ein Dorf mit 347 Einwohnern in der Rajongemeinde Jonava, 2 km von der Fernstraße Jonava-Ukmergė. Es ist das Zentrum des Amtsbezirks Šilai. Es gibt eine Bibliothek, eine Post (LT-55090) und den Schulkindergarten „Šilelis“.

## Geschichte
Im 17. Jahrhundert wird der Gutshof Šilai erwähnt. Nach Juozapas Kosakovskis übersiedelte Marijona Kosakovskienė vom Gutshof nach Jonava, um hier ein Städtchen zu gründen. 1993 wurde das Schweinefleisch-Unternehmen UAB „Beržų kompleksas“  gegründet, entstanden aus dem sowjetlitauischen Viehzucht-Unternehmen. Es wird Landrasse gezüchtet. 2011  gab es in der Farm Klassische Schweinepest und 2017 Afrikanische Schweinepest. 2011 sollten 16.000 und 2017 etwa 23.464 Schweine getötet werden.

## Söhne und Töchter
- Juozapas Kazimieras Kosakovskis (1738–1794), Bischof
- Simonas Martynas Kosakovskis (1741–1794), Hetman

## Galerie

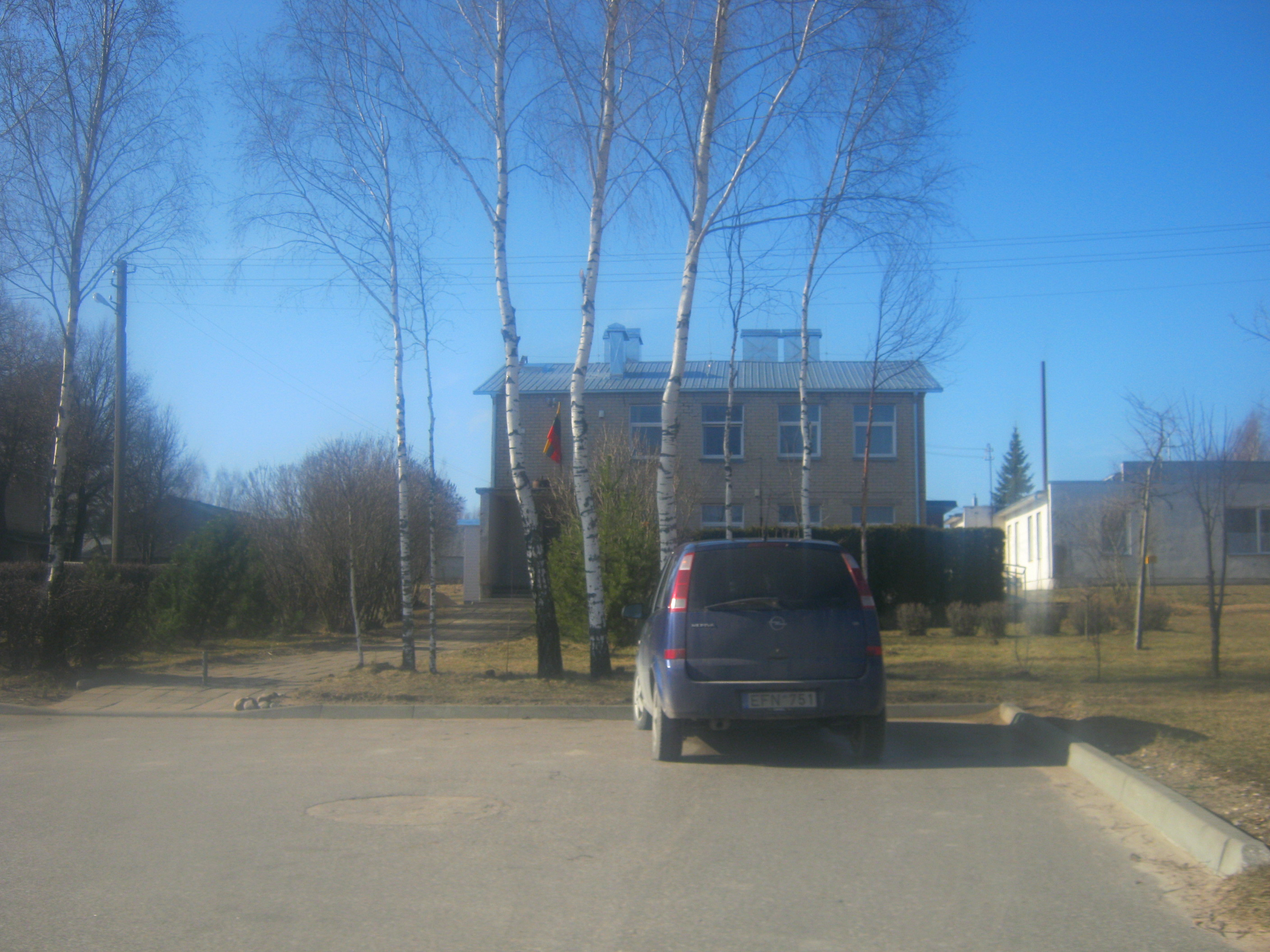
Amtsbezirksgebäude
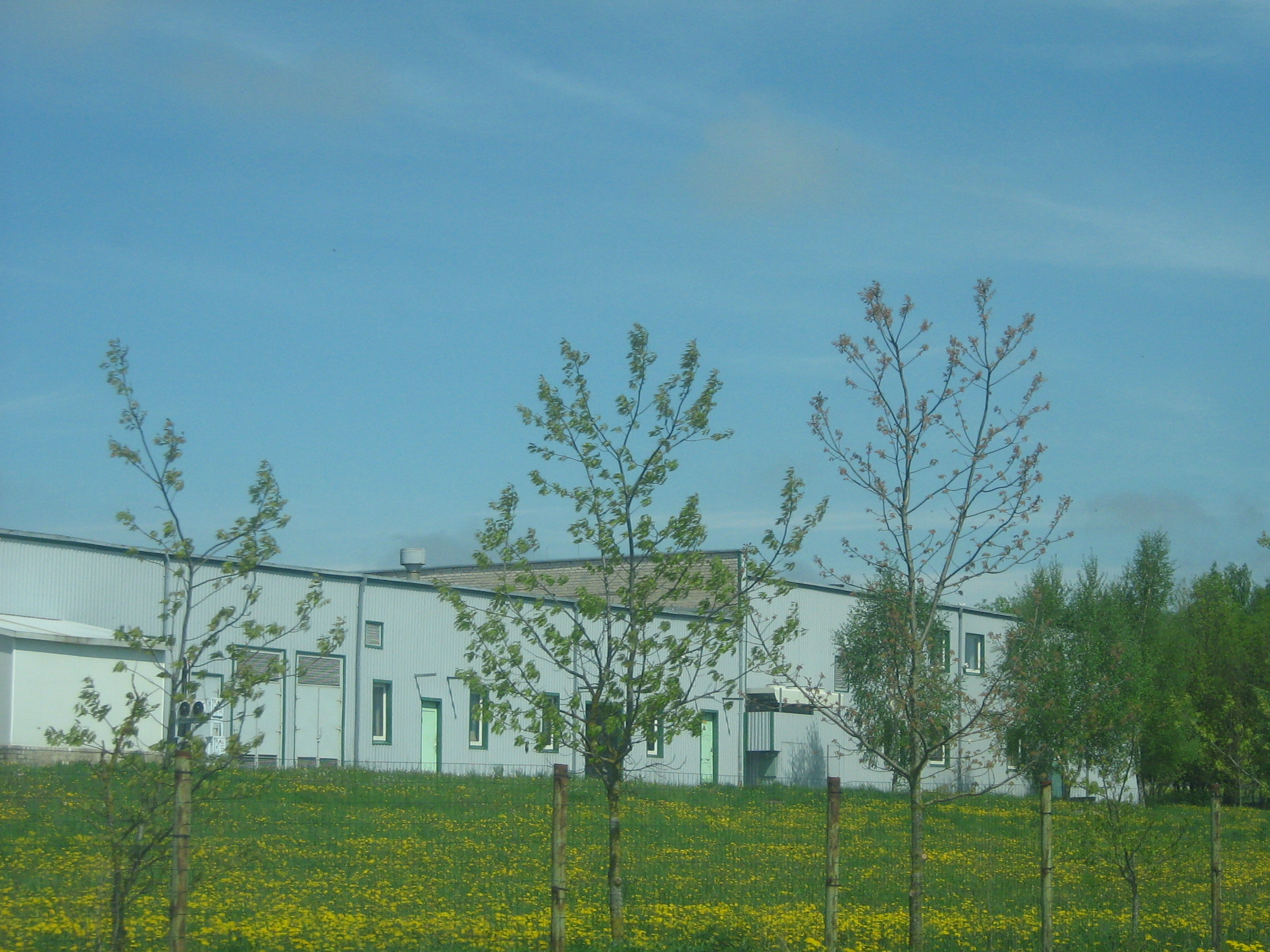
Unternehmen „Beržų kompleksas“
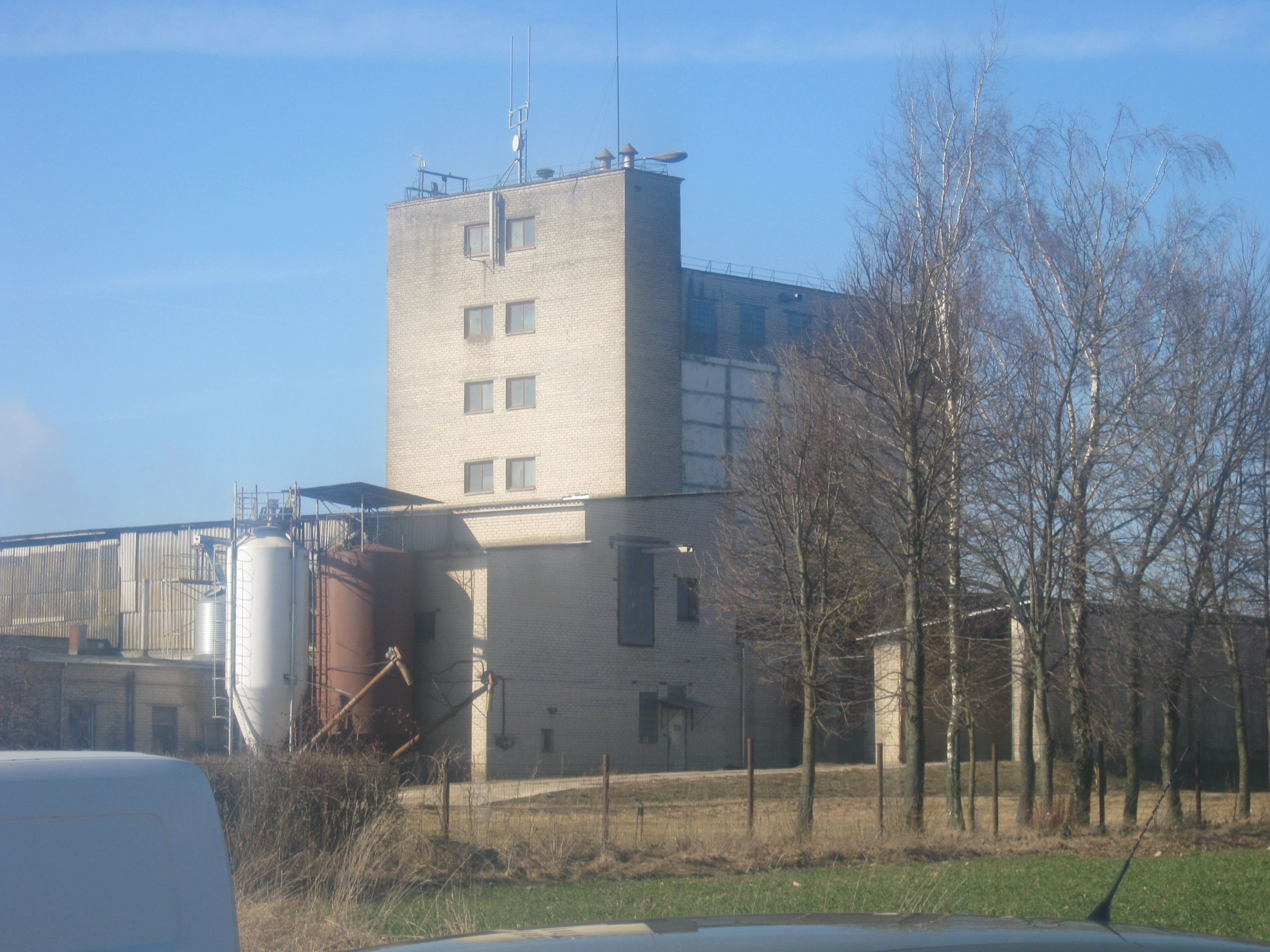
Unternehmen „Beržų kompleksas“
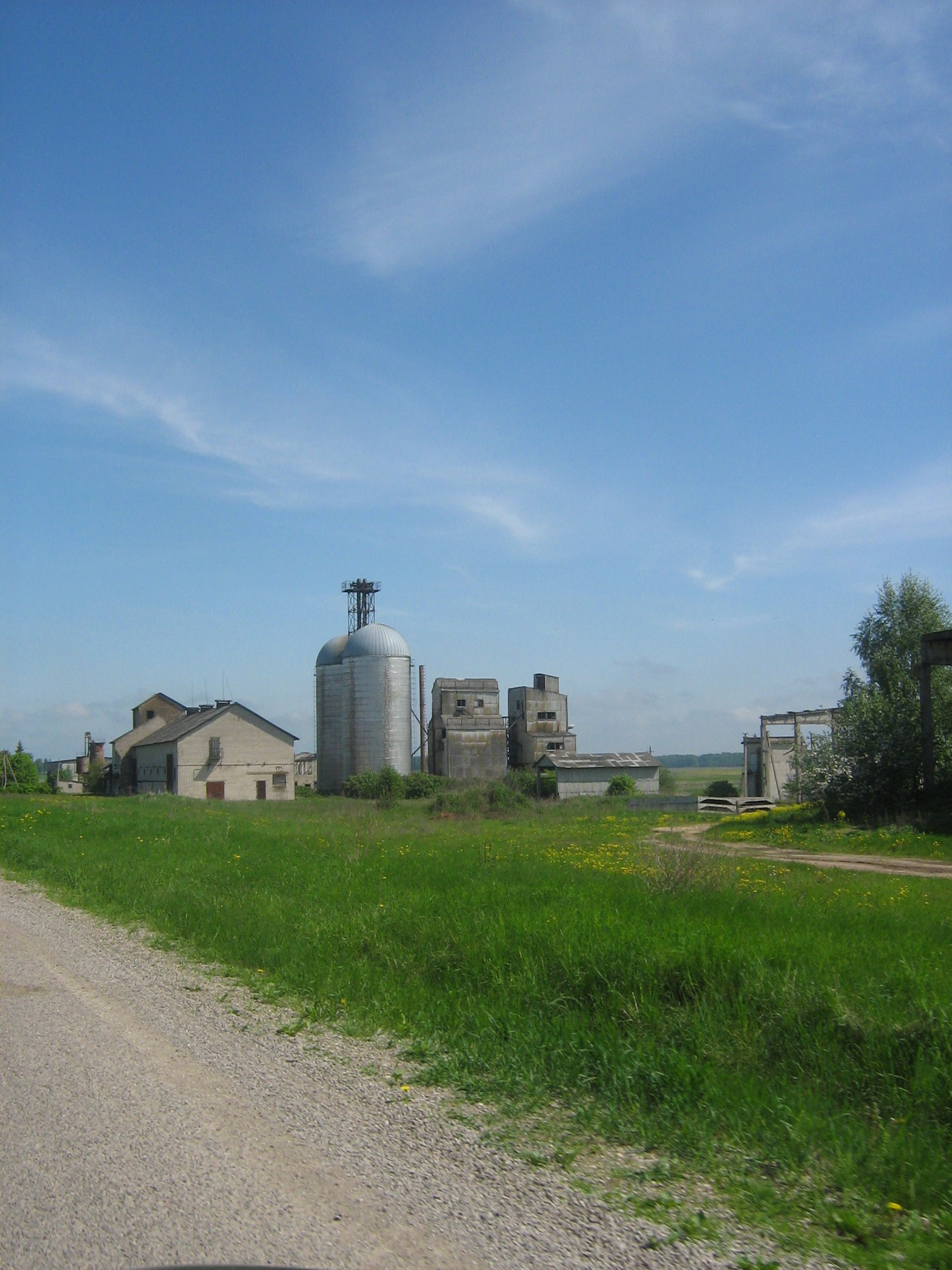
Silos und Getreideheber